# Степен целзијуса
Степен целзијуса (симбол: °C) је јединица за температуру названа по шведском астроному Андерсу Целзијусу, који је први предложио сличан систем 1742. године. Целзијусова температурна скала је дизајнирана тако да тачка мржњења воде буде 0 степени, а тачка кључања 100 степени на стандардном атмосферском притиску. Независно су исту скалу предложили Елвије из Шведске (1710), Кристијан од Лиона (1743) и ботаничар Карол Линеј (1740).
Пошто постоји сто градуација између ове две тачке, првобитни термин за овај систем је био центиград (100 делова). Године 1948. име система је званично промењено у целзијус на деветој Генералној конференцији тежина и мера и у признање самом Целзијусу, а и како би се уклонила конфузија изазвана конфликтом због коришћења СИ префикса центи-. Док су вредности за тачке мржњења и кључања воде остале приближно тачне, првобитна дефиниција је неприкладна као званични стандард: зависи од дефиниције за стандардни атмосферски притисак, који за узврат зависи од дефиниције температуре. Садашња званична дефиниција за целзијус поставља 0,01 °C као тројну тачку воде и степен као 1/273.16 разлике у температури између тројне тачке воде и апсолутне нуле. Ова дефиниција осигурава да један степен целзијуса представља исту температурну разлику као један келвин. До 19. маја 2019, температура троструке тачке воде је била дефинисана као тачно 273,16 K (0,01 °C).
Андерс Целзијус је првобитно предложио да тачка мржњења буде 100 степени, а да тачка кључања буде 0 степени. Ово је обрнуто 1747, на захтев Линеа, или можда Данијела Екстрома, произвођача већине термометара које је Целзијус користио.
Целзијусова скала се користи широм света за свакодневне сврхе. У електронским медијима, до касних 1980-их или раних 1990-их, још увек се често за целзијус говорило центиград, поготово у временским прогнозама на европским мрежама као што су BBC, ITV, и RTÉ. У Сједињеним Државама и Јамајци, фаренхајт је остао преферирана скала за свакодневна мерења температуре, иако се целзијус и келвин користе за ваздухопловне и научне примене.

## Историја
Шведски астроном Андерс Целзијус (1701–1744) је 1742. године направио температурну скалу која је била реверзна скали сада познатој као „Целзијусова“: 0 представља тачку кључања воде, док 100 представља тачку смрзавања воде. У свом раду Запажања два постојана степена на термометру, он је описао своје експерименте који показују да на тачку топљења леда у суштини не утиче притисак. Такође је са изузетном прецизношћу утврдио како тачка кључања воде варира у зависности од атмосферског притиска. Он је предложио да се нулта тачка његове температурне скале, као тачка кључања, калибрише на средњем барометарском притиску на средњем нивоу мора. Овај притисак је познат као једна стандардна атмосфера. -ова 10. Генерална конференција за тегове и мере (CGPM) 1954. дефинисала је једну стандардну атмосферу да је једнака тачно 1.013.250 дина по квадратном центиметру (101.325 kPa).
Године 1743, лионски физичар Жан-Пјер Кристин, стални секретар Лионске академије, обрнуо је Целзијусову скалу тако да је 0 представљало тачку смрзавања воде, а 100 тачку кључања воде. Неки приписују Кристину да је самостално измислио реверзну скалу Целзијусове првобитне скале, док други верују да је Кристин само преокренуо Целзијусову скалу. Дана 19. маја 1743, он је објавио дизајн живиног термометра, „Лионског термометра“ који је направио занатлија Пјер Казати који је користио ову скалу.
Године 1744, што се поклопило са смрћу Андерса Целзијуса, шведски ботаничар Карл Лине (1707–1778) преокренуо је Целзијусову скалу. Његов „линеов-термометар”, направљен по мери за употребу у његовим стакленицима, направио је Даниел Екстрем, водећи шведски произвођач научних инструмената у то време, чија се радионица налазила у подруму Стокхолмске опсерваторије. Као што се често дешавало у ово доба пре модерних комуникација, бројни физичари, научници и произвођачи инструмената су заслужни за самостално развиће ове исте скалу; међу њима је био Пер Елвиус, секретар Краљевске шведске академије наука (која је имала једну од радионица за инструменте) и са којима се Лине дописивао; и Мартен Стромер (1707–1770) који је студирао астрономију под Андерсом Целзијусом.
Први познати шведски документ који извештава о температурама на овој модерној „узлазној“ Целзијусовој скали је рад Хортус Упсалиенсиса од 16. децембра 1745, о коме је Лине написао свом ученику, Самјуелу Науклеру. У њему, Лине је описао температуре у оранжерији у Ботаничкој башти Универзитета у Упсали:
... пошто калдаријум (врући део стакленика) под углом прозора, само од сунчевих зрака, добија толику топлоту да термометар често достиже 30 степени, иако предани баштован обично води рачуна да не дозволи да премаши 20 до 25 степени, а зими да падне не испод 15 степени ...

### Центиград у односу на Целзијус
Од 19. века, научне и термометричке заједнице широм света су користиле фразу „центиградна скала“ и температуре су често пријављиване једноставно као „степени“ или, када се желела већа специфичност, као „степени Целзијуса“, са симболом °C.
На француском језику, термин центиград такође означава стоти део града, када се користи за мерење углова. Термин центезимални степен је касније уведен за температуре, али је такође био проблематичан, јер значи град (стоти део правог угла) на француском и шпанском језику. Ризик од забуне између температуре и углова мерења је елиминисан 1948. године када су 9. састанак Генералне конференције за тегове и мере и Међународног комитета за мерење и мере (CIPM) званично усвојили „степен Целзијуса“ за температуру.
Док је „целзијус“ термин који се обично користи у научном раду, „центиград“ је и даље у уобичајеној употреби у земљама енглеског говорног подручја, посебно у неформалном контексту. Тек у фебруару 1985. Би-Би-Сијева временска прогноза прешла је са „центиградне“ на „целзијусову“.

### Значајне температуре
Неке кључне температуре које повезују Целзијусову скалу са другим температурним скалама приказане су у табели испод.
|                                                                      | Келвин   | Целзијус  | Фаренхајт |
| -------------------------------------------------------------------- | -------- | --------- | --------- |
| Апсолутна нула (тачно)                                               | 0        | −273,15 ° | −459,67 ° |
| Тачка кључања течног азота                                           | 77,4     | −195,8 °  | −320,4 °  |
| Тачка сублимације сувог леда                                         | 195,1    | −78 °     | −108,4 °  |
| Пресек Целзијусових и Фаренхајтових скала                            | 233,15   | −40 °     | −40 °     |
| Тачка топљења (пречишћени лед)                                       | 273,1499 | −0,0001 ° | 31,9998 ° |
| Собна температура (НИСТ стандард)                                    | 293,15   | 20,0 °    | 68,0 °    |
| Нормална температура људског тела (просечна)                         | 310,15   | 37,0 °    | 98,6 °    |
| Тачка кључања воде на 1 (101,325 kPa) (приближно: видети тачка кључања) | 373,1339 | 99,9839 ° | 211,971 ° |